# Госпитальные клиники имени А. Г. Савиных
Госпитальные клиники имени А. Г. Савиных — памятник истории и архитектуры в историческом районе Верхняя Елань Томска. Здание построено в 1901—1903 годах по проекту архитектора Фортуната Гута.

## История
Здание расположено в историческом районе Верхняя Елань на пересечение проспекта Ленина и улицы Савиных. Парадным фасадом выходит на красную линию улицы Савиных, а восточным на проспект. Возводилось в 1901—1903 годах по проекту Фортуната Гута, как второе общежитие для студентов Императорского Томского университета.
В 1904—1906 годах здание было отдано под размещение военного госпиталя Российского общества Красного Креста. В 1907—1909 годах приспособлено под госпитальные клиники при медицинском факультете университета. По проекту архитектора Андрея Крячкова в торце западного крыла была возведена пристройка для операционной. С 1908 года в здании разместились хирургическая, терапевтическая и дерматологическая госпитальные клиники.
В 1930 году лечебный и санитарно-гигиенический факультеты Томского государственного университета преобразовали в Томский медицинский институт. В годы Великой Отечественной войны здесь разместился эвакуационный госпиталь. 
С 1960-х годов клиники стали носить имя учёного-хирурга академика Андрея Савиных. В 1992 году институт был преобразован в Сибирский государственный медицинский университет. В 2003 году на здании установили мемориальную доску с бюстом Андрея Савиных, авторства скульптора Антона Гнедых.

## Архитектура

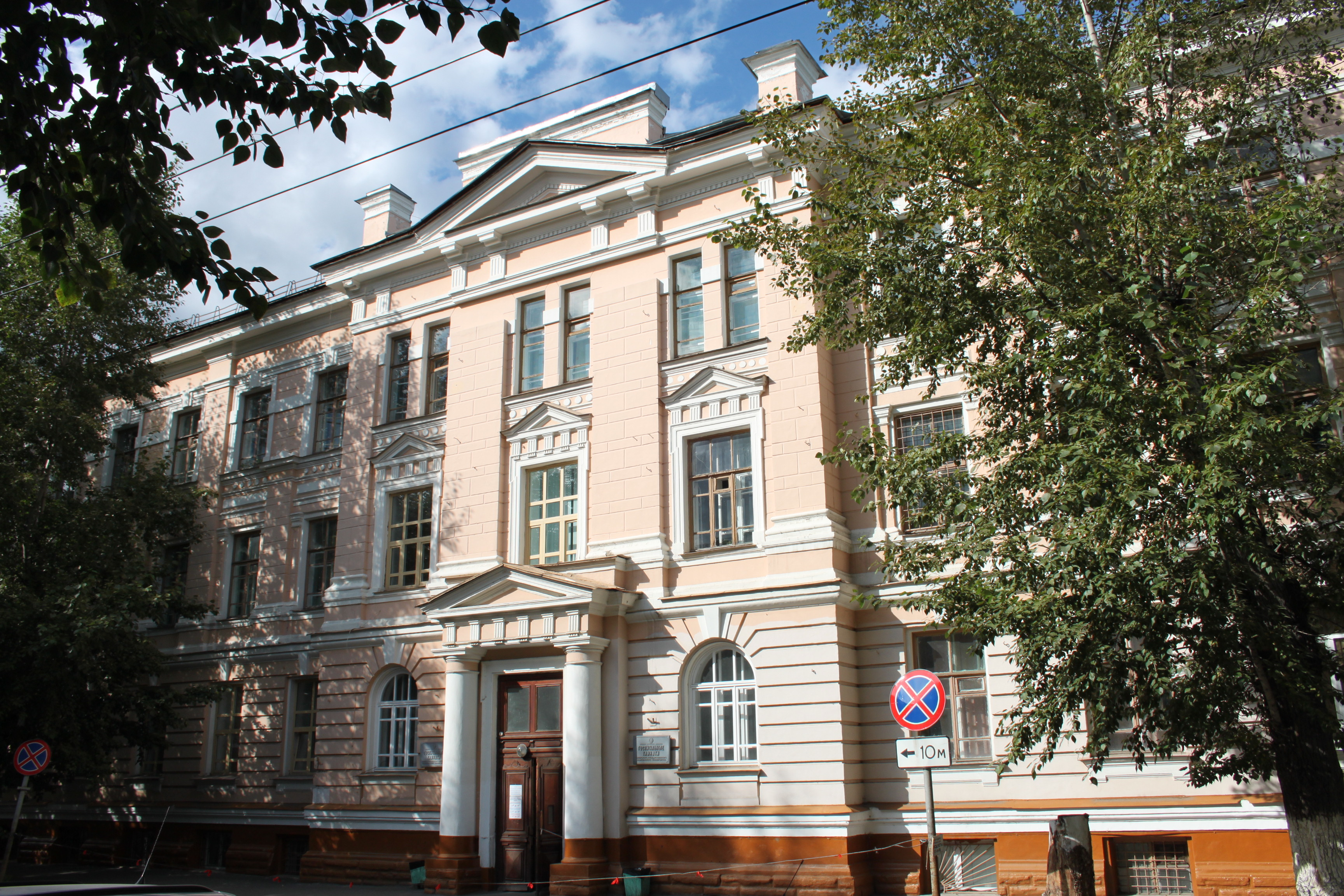
Центральный ризалит парадного фасада

Здание кирпичное, трёхэтажное, с подвалом, перекрыто сложной по форме вальмовой крышей, стены оштукатурены и покрашены. В плане представляет собой Ш-образный объём, при этом боковые крылья его длиннее, чем центральная выступающая часть. Левое крыло завершено полуциркульным в плане объёмом операционного зала, а правое имеет прямоугольное окончание. Планировка здания коридорная.
Внешний облик решён в стиле академической эклектики с использованием ордерных деталей, форм и принципов организации композиции. Главный фасад симметричен, акцентирован тремя ризалитами. Центральный ризалит имеет треугольный фронтон, прямоугольный аттик и входной портал. Междуоконные проёмы в уровне второго и третьего этажей обработаны пилястрами.
Окна первого этажа имеют полуциркульное завершение, второго — прямоугольную форму с профилированным обрамлением и треугольными сандриками, третьего, в центральном ризалите, — спаренные прямоугольной формы. Входной портал обработан трёхчетвертными колоннами неполного дорического ордера, с фризом и треугольным профилированным фронтоном.
Боковые ризалиты украшены глухим фризом и карнизом с профилированными тягами, сухариковым поясом и дентикулами, над которым расположены прямоугольные парапеты. Окна первого этажа в них арочные, второго и третьего — прямоугольные. Объёмы, расположенные между ризалитами, украшены замковыми камнями над прямоугольными окнами первого этажа и висячими пилястрами в междуоконных плоскостях во втором этаже.
Восточный фасад также симметричен, с выделением боковых осей, подчёркнутых ризалитами с прямоугольными аттиками. Окна первого этажа арочные с замковыми камнями; во втором этаже прямоугольное окно декорировано трёхчетвертными колоннами дорического ордера, профилированным фризом с триглифами и треугольным сандриком. Окна третьего этажа украшены прямым сандриком на плечиках. Карнизы ризалитов украшены сухариками и дентикулами.